# Dadullah
Le mollah Dadullah (1966 - 2007) est un homme politique et un chef militaire afghan taliban. Il participe à la résistance contre les Soviétiques durant la guerre d'Afghanistan.
En juin 2003, il est nommé au conseil de direction des Talibans par le mollah Omar. Il participe activement au rétablissement taliban dans le sud du pays grâce à ses qualités de diplomate et de militaire. En 2006, il est l'un des principaux organisateurs de l'offensive talibane. Il parvient en effet à diriger les 40 000 combattants présents au Waziristan Pakistanais vers l'Afghanistan. Il contribua aussi à changer les tactiques militaires des Talibans en développant l'attentat-suicide et les engins explosifs piégés laissés sur la route des unités de la Coalition. Enfin, lorsque l'offensive est lancée, il remporte de nombreux succès dans le sud-ouest du pays et notamment les provinces d'Helmand, de Kandahar, de Zabul et d'Uruzgan dont il expulse l'administration.
Il trouve la mort dans le sud de l'Afghanistan en mai 2007, tué lors d'une attaque de la Coalition internationale dirigée par les États-Unis.